# Эртль, Йоханнес
Йо́ханнес Эртль (нем. Johannes Ertl; род. 13 ноября 1982, Грац, Австрия) — австрийский футболист, полузащитник. Может сыграть как в центре полузащиты, так и на правом фланге и даже в центре обороны.

## Карьера

### Клубная
В юные годы выступал за небольшие клубы «Кальсдорф» и «Фельдкирхен», профессиональную подготовку прошёл в «Штурме» из Граца. Ввиду слабой игры в сезоне 2002/03 и отсутствия перспектив в развитии отправился в аренду в «Кальсдорф» (на тот момент клуб играл в Региональной лиге «Центр»). Через год вернулся в «Штурм» и дебютировал в Бундеслиге. 31 августа 2006 перешёл в венскую «Аустрию», подписав контракт до лета 2008 года. Дебютировал в составе «фиалок» 1 октября 2006 в матче против команды ГАК, в 2007 году завоевал Кубок Австрии. 3 июля 2008 подписал двухлетний контракт с английским клубом «Кристал Пэлас», а первый гол забил 14 февраля 2010 в ворота «Астон Виллы». По окончании сезона 2009/10 решил не продлевать контракт, и в июне 2010 года подписал двухлетний контракт с «Шеффилд Юнайтед».

### В сборной
В мае 2006 года был вызван Йозефом Хикерсбергером на матч с хорватами. Дебютировал 16 августа того же года в игре против венгров, которую австрийцы проиграли 2:1. Вышел на 87-й минуте вместо Пауля Шарнера. Всего же сыграл 7 игр.